# Mark Donaldson
Mark William Donaldson (* 6. November 1955 in Palmerston North, Neuseeland) ist ein ehemaliger neuseeländischer Rugby-Union-Spieler auf der Position des Gedrängehalbs und ein Rugbytrainer. Hauptberuflich war er erst Eigentümer eines Sportgeschäfts und wurde später Miteigentümer eines Hotels.

## Biografie
Donaldson ging auf dem College Street School und von 1969 bis 1973 auf der New Plymouth Boys' High School zur Schule, wo er während der letzten zwei Jahre in der Ersten Rugbymannschaft der High School spielte. Nach seiner Schulzeit trat er 1974 dem Rugbyverein Palmerston North HSOB RFC bei und absolvierte im selben Jahr Spiele für die U-21-Auswahlmannschaft der Manawatu RU sowie für die Erste Mannschaft von Manawatu. Nach einer Spielzeit für den Celtic RFC in Hastings und für die Hawke’s Bay RU im Jahr 1975, kehrte er zum Palmerston North HSOB RFC und der Manawatu RU zurück.
1976 gewann er mit Manawatu gegen die Auckland RFU den Ranfurly Shield, den sie bis 1978 13-mal erfolgreich verteidigten. Im Jahr darauf wurde er im Oktober zum ersten Mal in die neuseeländische Nationalmannschaft (All Blacks) berufen, nachdem er zuvor im selben Jahr für die U-21-Nationalmannschaft aufgelaufen war. Er tourte mit den All Blacks in Frankreich, wo er in den beiden Länderspielen gegen französische Nationalmannschaft spielte.
1978 verteidigte er mit Neuseeland erfolgreich den Bledisloe Cup gegen die australische Nationalmannschaft (Wallabies). Außerdem konnte er mit der Nationalmannschaft im selben Jahr zum ersten Mal in der Geschichte der All Blacks auf ihrer Europatour einen Grand Slam erringen. Dabei verpasste er verletzungsbedingt nur das Spiel gegen die walisische Nationalmannschaft. Im folgenden Jahr verlor er mit den All Blacks den Bledisloe Cup gegen die Wallabies.
1980 wurde er als Mannschaftskapitän mit Manawatu durch den Gewinn der National Provincial Championship (NPC) neuseeländischer Rugbymeister. Des Weiteren gewann er 1981 mit den All Blacks die Länderspielserie gegen die in Neuseeland tourende südafrikanische Nationalmannschaft (Springboks), nachdem Neuseeland zwei der drei Länderspiele für sich entschied. Dabei spielte Donaldson jedoch nur im dritten und letzten, entscheidenden Länderspiel, als er eine Minute vor Schluss für den verletzten David Loveridge beim Spielstand von 22:22 eingewechselt wurde. Kurz vor dem Spielende holte er den entscheidenden Straftritt heraus, den Allan Hewson dann zum 25:22-Endstand kickte. Diese in der neuseeländischen Öffentlichkeit sehr stark umstrittene Tour, aufgrund der herrschenden Apartheid in Südafrika, war der erste Besuch der Springboks seit 1965 und bis 1994 ihr wiederum vorerst letzter.
1983 trat er vorzeitig vom aktiven Rugbysport zurück, kehrte dann aber nach einer kurzen Pause noch in der gleichen Spielzeit zurück, um Manawatu auszuhelfen. Er wechselte 1984 von den Palmerston North HSOBs zum Verein Te Kawau RC, bei dem er sich früh in der Saison verletzte und deshalb eine Berufung für die Manawatu RU verpasste. Ein Jahr später führte er jedoch wieder beide Mannschaften als Kapitän an, bevor er sich erneut verletzte und seine aktive Karriere endgültig beendete.
Von 1990 bis 1992 war er Chef-Trainer der 1988 in die Zweite Division abgestiegenen Manawatu RU.